# 羅宜
羅宜（1996年6月14日—），台灣獨立運動人士、社會運動者、交通改革運動者，是現任公投護台灣聯盟總召、台灣公民陣線新北工作隊副隊長、台灣公民陣線執行委員、台灣機車路權促進會理事、行人零死亡推動聯盟理事。中華民國臺灣省宜蘭人，輔仁大學宗教學系宗教學學士。

## 爭議事件

### 毒品交易犯罪事件
警方懷疑2016年8月24日，當時就讀輔大宗教系的羅宜以新台幣1,000元向同校社會學系研究生簡銘宏（2014年民主進步黨民主小草成員）購買1公克大麻花。10月9日，羅宜疑似向簡銘宏購買俗稱毒郵票的麥角酸二乙酰胺（LSD），是目前所知最強效的迷幻藥。10月28日深夜11時許，羅宜疑似在輔大涼亭向簡銘宏買10公克大麻花，要價新台幣9,000元。11月18日，羅宜疑似以新台幣7,000元向簡購買7公克大麻花，如果警方調查屬實，羅宜在短時間內花超過新台幣17,000元購買毒品。
2017年1月，台北市政府警察局刑事警察大隊將簡銘宏等人逮捕到案，羅宜因疑似有多次購買毒品紀錄，遭警方約談後移送法辦。對此，羅宜表示其確實認識簡銘宏，但外界僅憑簡的判決書一角內容，認定其買毒吸毒實在太離譜，且法院從未傳喚他到庭說明，為何就認定他有購毒，他也想不通。

### 輔大蔣公銅像事件
2017年2月28日凌晨，輔仁大學宗教系21歲學生羅宜及哲學系26歲學生陳奇政（民主鬥陣成員）兩人號召十多名校內外人士，前往該校蔣介石銅像前，由2人手持砂輪機輪流鋸開拐杖及左後腳，並透過手機直播上傳到臉書。警方接獲校方通報後，派員到場制止，雙方爆發激烈肢體衝突。警方偵訊後，依妨害公務罪將陳奇政、羅宜以及外校的林子翔、自由台灣黨黨工陳芷羚移送法辦。自由台灣黨主席蔡丁貴對於這樣的行為予以公開肯定，並於該黨募款餐會中加以公開表揚。
事後，臉書粉絲專頁「無限期支持－全台裝置藝術"蔣"」發布貼文，表示該銅像已被拆除，網友留言認為表示贊同，認為蔣介石銅像作為威權象徵、黨國遺緒，本就應該離開校園。。

### 慈湖潑漆事件
2018年2月羅宜協同自由台灣黨黨工、台大及世新學生共11人衝入大溪慈湖陵寢，同樣為表達轉型正義等政治理念，以紅漆噴灑蔣介石靈柩，最終被檢方依公然侮辱墳墓、公眾紀念處所、毀損及妨害公務罪起訴。
臺灣桃園地方法院第一審判決數人55天至59天拘役，第二審考量11人僅為表達個人政治性言論，並非私利，惡性不重大，而且造成的實際損害不大，數人遭判40天至50天拘役，並緩刑2年。。

### 向柯文哲抗議東奧正名事件
2018年8月27日，羅宜在台北市市長柯文哲上班搭公車時，向柯文哲高喊「柯市長，請你簽東奧正名公投連署書」，希望柯文哲市長能夠對東奧正名公投明確表態。隨後，柯文哲表示，他不喜歡那種暴力脅迫、叫囂的方式要求人家要表達政治意見。羅宜表示，如果這樣就叫做「叫囂」，那柯市長未免也太玻璃心一點。
對於此次事件，羅宜接受電訪表示，當時的台北市市長參選人姚文智、丁守中及李錫錕均已明確對該公投案表態，只有打著白色力量旗號、主張自己墨綠並支持進步價值的柯文哲沒有表態，因此想藉著這個事件給柯文哲表達立場的機會。